# A5 (Litouwen)
De A5 is een hoofdweg in Litouwen. Deze weg verbindt de een na belangrijkste stad Kaunas via Marijampolė met Suwałki, een stad in Polen.
De weg is onderdeel van de Europese weg 67 tussen Helsinki en Praag en loopt in Polen verder als S61. Deze Via Baltica wordt vanaf Marijampolė tot de grens met Polen ook omgebouwd tot autosnelweg.
A1 · A2 · A3 · A4 · A5 · A6 · A7 · A8 · A9 · A10 · A11 · A12 · A13 · A14 · A15 · A16 · A17 · A18 · A19